# Stefan Möller (Basketballtrainer)
Stefan Möller (* 12. August 1980 als Stefan Mienack in Salzgitter) ist ein deutscher Basketballtrainer. Er ist beim Damen-Erstligisten Eisvögel USC Freiburg tätig, mit dem er in seiner ersten Amtszeit Pokalsieger wurde. Zwischenzeitlich hatte Möller unter anderem erfolgreich für den Deutschen Basketball Bund gearbeitet und hier 2018 mit den U18-Juniorinnen den ersten Titelgewinn im Nachwuchsbereich geholt.

## Laufbahn
Möller absolvierte Ausbildungen zum Sozialassistenten/Erzieher und zum Sport- und Fitnesskaufmann. Er hatte beim ASC Göttingen, bei der BG 74 Göttingen sowie beim Niedersächsischen Basketballverband unterschiedliche Ämter im Jugend- und Erwachsenenbereich inne und als Trainer unter anderem sieben niedersächsische Landesmeistertitel gewonnen, ehe er 2009 Co-Trainer der Bundesligamannschaft der BG Göttingen wurde. Im Vorjahr hatte er bereits bei Göttingens Cheftrainer John Patrick hospitiert. Als Co-Trainer trug Möller zum Gewinn des europäischen Vereinswettbewerbs EuroChallenge in der Saison 2009/10 bei. Als Patrick den Verein in Richtung Würzburg verließ, wurde Möller Ende Mai 2011 zum Cheftrainer befördert. Nach nur einem Sieg und neun Niederlagen in der Bundesliga und dem Sturz auf den letzten Tabellenrang wurde Möller am 1. Dezember 2011 in Göttingen entlassen.
Zur Saison 2012/13 wurde er Cheftrainer beim Damen-Bundesligisten Eisvögel USC Freiburg und arbeitete ab 2012 zudem zusätzlich auf Honorarbasis für den Deutschen Basketball Bund (DBB): Zunächst als Co-Trainer der weiblichen U16-Nationalmannschaft, dann als Co-Trainer der Damen-Nationalmannschaft sowie als Cheftrainer der weiblichen U18-Nationalmannschaft. In seiner ersten Saison führte Möller die Eisvögel zu ihrem ersten bundesweiten Titelgewinn im Erwachsenenbereich, die Pokalsieger 2013 wurden, was auch Möllers erster Titelgewinn auf nationaler Ebene als verantwortlicher Trainer war. In seiner zweiten Saison reichte Möller bereits Anfang Dezember 2013 seinen Abschied in Freiburg ein, als Trennungsgrund wurden „persönliche Gründe“ angegeben. In der Saison arbeitete er als Cheftrainer des Damen-Bundesligisten New Basket Oberhausen, allerdings kam es im Laufe der Spielzeit, und zwar Ende Januar 2015, zur Trennung.
Im März 2015 wurde Möller vom DBB als hauptamtlicher Bundestrainer für den weiblichen Nachwuchsbereich verpflichtet und übernahm federführend die „Planung und Steuerung der weiblichen Nationalmannschaften von U15 bis U20“ sowie arbeitete weiterhin als Cheftrainer der weiblichen U18-Nationalmannschaft. Im Sommer 2018 führte Möller noch unter seinem Geburtsnamen Mienack die deutsche U18-Mädchen-Nationalmannschaft zum Gewinn der Europameisterschaft. Unter seiner Leitung holte damit „erstmals eine deutsche Mannschaft Gold bei einer Jugend-Europameisterschaft.“ Im November 2018 wurde Möller mit der Goldenen Ehrennadel des Niedersächsischen Basketballverbandes ausgezeichnet. Ab 2019 war er zusätzlich Co-Trainer der Damen-Nationalmannschaft. Im Sommer 2024 verließ Möller schließlich den DBB nach zwölf Jahren, davon neun Jahre hauptamtlich, und kehrte zum Damen-Erstligisten USC Freiburg zurück, wo er als Nachfolger von Harald Janson, der die Eisvögel zwei Jahre zuvor zum ersten Meisterschaftsgewinn geführt hatte, wieder Cheftrainer wurde.

## Privates
Möller ist mit der ehemaligen Freiburger Spielerin Sabrina Möller verheiratet, deren Familiennamen er annahm und die bis zur Geburt des gemeinsamen Sohns rund zwei Jahre Athletiktrainerin der Eisvögel war.